# Wilhelm Jaeger (Bildhauer)
Wilhelm Hans Jaeger, auch: Jäger (* 28. Juli 1888 in Neubrandenburg; † 3. März 1979 in Marburg) war ein deutscher Bildhauer und Medailleur.

## Leben
Wilhelm Jaeger wurde in Neubrandenburg geboren als Sohn und drittes von fünf Kindern des Bauunternehmers und Baustoffhändlers Kommerzienrat Wilhelm Jaeger sen. (1854–1931) und dessen Frau Elisabeth, geborene Hellwich (1860–1909). Das von Vater gegründete und weit über die Stadt hinaus bekannte Unternehmen wurde später bis in die erste Nachkriegszeit von seinen älteren Brüdern fortgeführt.
Nach praktischen Jahren als Steinmetz studierte Wilhelm Jaeger 1908/10 an der Staatlichen Kunstschule Charlottenburg Bildhauerei, anschließend – unterbrochen durch den Ersten Weltkrieg – an der Münchener Akademie bei Balthasar Schmitt. Ende 1920 kehrte Jaeger in seine Vaterstadt zurück und arbeitete in der Folgezeit als künstlerischer Mitarbeiter, Bildhauer und Plakettenkünstler in der keramischen Werkstätte seiner Frau, der Keramikerin Lina Bartel-Jaeger (1888–1963). Er wurde in dieser Zeit zum Vorstandsmitglied des Neubrandenburger Kunstvereins gewählt und beteiligte sich an vielen von dessen Ausstellungen. 1934 wird er als Mitglied der „Reichskammer der bildenden Künste“ erwähnt, im selben Jahr auch als Kohlenhändler.
Jaeger war Vater von drei Kindern. Nach dem Ende der Firma 1953 und dem Tod seiner Frau nahm Jaeger seinen Alterssitz bei einer Tochter in der BRD.

## Werke

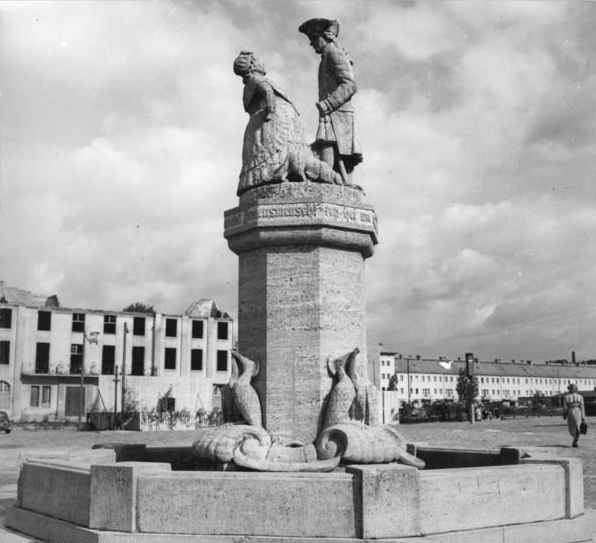
Reuter-Brunnen (heute: Mudder-Schulten-Brunnen) am ursprünglichen Standort auf dem Markt in Neubrandenburg

| 1907      | Relief „Rotkäppchen“ am Wohnhaus Jaeger in Neubrandenburg                                            |
| 1921      | Totenmaske von Engelbert Humperdinck                                                                 |
| 1923      | „Reuter-Brunnen“ (auch: „Dörchläuchtingbrunnen“, heute: „Mudder-Schulten-Brunnen“) in Neubrandenburg |
| 1923      | Medaille zur Einweihung des Reuter-Brunnens Neubrandenburg                                           |
| 1926      | „Habicht“                                                                                            |
| um 1927   | Mutter mit Kindern (Frau und Kinder des Künstlers)                                                   |
| 1927      | Büste „Vater des Künstlers“                                                                          |
| 1928      | „Dackel“                                                                                             |
| um 1929   | „Daphne“                                                                                             |
| 1929      | „Pan“, auch betitelt „Faungruppe“, Regionalmuseum Neubrandenburg                                     |
| 1929      | Gedenkmedaille zur 500-Jahrfeier des Gymnasiums Friedland                                            |
| 1929      | Büste der Frau des Künstlers                                                                         |
| um 1930   | Büste Prof. Eckhard Unger, Regionalmuseum Neubrandenburg                                             |
| um 1930   | Büste Maler Otto Wolfgang Spieß, Regionalmuseum Neubrandenburg                                       |
| um 1932   | Büste Prof. Ludwig Sternberg                                                                         |
| unbekannt | „Truthahn“ aus Porzellan                                                                             |
| unbekannt | Medaillen mit Bildnissen der beiden Kinder                                                           |
| unbekannt | „Entenfamilie“ in Neubrandenburg                                                                     |
| unbekannt | „Frauenakt“ in Neubrandenburg                                                                        |
|           | |